# Theater Total
Theater Total ist ein Off-Theaterprojekt in Bochum. Es unterhält eine eigene Spielstätte, die sich im Gebäude der ehemaligen St. Albertus-Magnus-Kirche befindet. Darsteller sind jugendliche Laien zwischen 18 und 23 Jahren, die unter professioneller Anleitung für einen Zeitraum von elf Monaten zusammenarbeiten. Ein festes Ensemble gibt es nicht.

## Konzept
Bei einem Workshop werden jährlich 30 Jugendliche im Alter von 18 bis 23 Jahren für das Projekt ausgewählt. Auswahlkriterien sind künstlerische und darstellerische Begabung, Offenheit und das Gruppenverhalten.
Während elf Monaten wird u. a. zusammen mit ehemaligen Tänzern und Choreographen des Tanztheaters Pina Bausch und Lehrern der Folkwang Hochschule im Ruhrgebiet Essen eine Performance entwickelt und ein frei gewählter Klassiker inszeniert. Die erarbeitete Performance wird bis zu 20 Mal aufgeführt, das erarbeitete Theaterstück vierzig bis fünfzig Mal auf insgesamt rund dreißig Theaterbühnen aller Art. Die Teilnehmer vermarkten diese Produktion selbst und organisieren eine Tournee durch Deutschland, Österreich und die Schweiz. Der Jahrgang arbeitet in allen Bereichen einer professionellen Theaterproduktion von der Inszenierung über die Bühnentechnik und den Verkauf bis hin zur Durchführung der Aufführungen zusammen. Begleitend erhalten die Teilnehmer täglichen Unterricht in Schauspiel, Tanz und Körperarbeit. Daneben werden einzelne Workshops und Seminare in Gesang, Fundraising und Bühnentechnik abgehalten.

## Geschichte
TheaterTotal wurde 1995 als Modellversuch von der Schauspielerin und Regisseurin Barbara Wollrath-Kramer initiiert.
Sitz ist seit 1996 in der am Eickhoff 7 (vormals: Hunscheidtstr. 154) im Bochumer Stadtteil Wiemelhausen in den ehemaligen Verwaltungsräumen der Firma Gebr. Eickhoff Maschinenfabrik und Eisengießerei, weitere Räume konnten für Proben und Aufführung genutzt werden. Später fanden Vorstellungen in gemieteten Zelten und dem Theatersaal einer Schule statt, bis die Stadt Bochum dem Projekt das ehemalige Stadtarchiv zur Verfügung stellte. Mittlerweile konnte TheaterTotal die ehemalige St. Albertus-Magnus-Kirche als feste Spielstätte gewinnen.

### Produktionen
TheaterTotal erarbeitet hauptsächlich Inszenierungen von Klassikern der europäischen Dramen-Literatur. In den einzelnen Jahrgängen wurden seit 1996 folgende Stoffe inszeniert:
- 96/97 vongralswegen – Eigenproduktion nach Tankred Dorst/Performance „aufzubrechen, wohin er will“
- 97/98 Faust. Eine Tragödie – Bilder aus dem ersten und zweiten Teil, Johann Wolfgang von Goethe/Performance „Es ist Zeit, dass der Stein sich zu blühen bequemt“
- 98/99 Sommernachtstraum, William Shakespeare | Performance „Leben“
- 99/00 Der Meister und Margarita, Michail Afanassjewitsch Bulgakow | Performance „Pappe-la-papp“
- 00/01 exokarp – Eigenproduktion/Collage nach Jean Tardieu | Performance „geben, weben, beleben“
- 01/02 Verbrechen und Strafe, Fjodor Dostojewski | Performance „qué es amor“
- 02/03 Der Menschenfeind, Jean Baptiste Molière | Performance „Wärme“
- 03/04 Der Kirschgarten, Anton Tschechow | Performance „fuROHRE“
- 04/05 Der jüngste Tag, Ödön von Horváth | Performance „ATONNAL_rhythm in blue“
- 05/06 Peer Gynt, Henrik Ibsen | Performance „Wildwechsel“
- 06/07 Viel Lärm in Chiozza, Carlo Goldoni | Performance „KiöR“
- 07/08 Die Dreigroschenoper, Bertolt Brecht | Performance „hinundweg“
- 08/09 Don Karlos, Friedrich Schiller | Performance „Seitenschlagen“
- 09/10 Der Drache, Jewgeni Lwowitsch Schwarz (in eigener Übersetzung) | Performance „Paradies verschenkt – auf Leitersprossen ins gelobte Land“ auf Einladung der Ruhrtriennale
- 10/11 Wie es euch gefällt, William Shakespeare | Performance „Die Konferenz der Vögel“
- 11/12 Platonow, Anton Tschechow | Performance „Auf der Suche“[1]
- 12/13 FAUSTeins, Johann Wolfgang von Goethe | Performance „Nocturne – Jacke wie Hose“[1]
- 13/14 Viel Lärm um nichts, William Shakespeare | Performance „BlattrauSCH“[1]
- 14/15 Böse Geister, Fjodor Dostojewski | Performance „Animalie“[1]
- 15/16 Das Wintermärchen, William Shakespeare | Performance „Sturm und Strang“[1]
- 16/17 Perikles – König von Tyrus, William Shakespeare | Performance „Über Stock und Schein“[1]
- 17/18 Romeo und Julia, William Shakespeare | Performance „ICHSODUSO“[1]
- 18/19 Was ihr wollt, William Shakespeare | Performance „Schwarz auf Weiß“[1]
- 19/20 Ein Sommernachtstraum, William Shakespeare | Performance „Werden muss ich wohl allein“[1]

Das Projekt setzt sich mit der Industriekultur des Ruhrgebiets im Rahmen von Performances in ehemaligen Fabrikhallen und industriellen Produktionsstätten auseinander. Aufführungsorte von TheaterTotal waren unter anderem die Kokerei auf Zeche Zollverein, das Deutsche Bergbau-Museum Bochum, die Jahrhunderthalle, die Zeche Ewald, die Maschinenhalle Friedlicher Nachbar (Route der Industriekultur). Kunst im öffentlichen Raum und in privaten Galerien steht im Zentrum zahlreicher Performances (Museum Folkwang in Essen, Galerie M in Bochum).

## Finanzierung, Partner, Auszeichnungen
Träger des Projekts ist der gemeinnützige Verein Theater Macht Mut e. V. TheaterTotal wird hauptsächlich durch private Stiftungen, Spender und über öffentliche Mittel finanziert. Die Teilnehmer zahlen eine einmalige Aufnahmegebühr zum Projektbeginn.
TheaterTotal wurde 1997 von Ariane Mnouchkine zur Begegnung mit dem Théâtre du Soleil nach Paris eingeladen. Das Projekt ist Robert-Jungk-Preisträger 1999. Mit der Einladung zum 22., 23. und 25. Theatertreffen der Jugend bei den Berliner Festspielen wurde TheaterTotal dreifach ausgezeichnet. 2009 kooperierte TheaterTotal erstmals mit der Ruhrtriennale und führte dort am 20. September 2009 vor der Jahrhunderthalle Bochum die Performance „Paradies verschenkt – auf Leitersprossen ins gelobte Land“ auf.

## Dozenten
Die Lehrenden bei Theater Total sind u. a. ehemalige Ensemblemitglieder des Wuppertaler Tanztheaters von Pina Bausch oder Dozenten der Folkwang Hochschule im Ruhrgebiet Essen (Fachbereich Darstellende Künste). Es fanden bereits Begegnungen und Workshops mit Persönlichkeiten aus Kunst, Kultur, Wirtschaft, Bildung und Politik statt, darunter Johannes Stüttgen, Ariane Mnouchkine, Ottilie Scholz, Johannes Dinnebier (Zentrum für Internationale Lichtkunst), Jakob Jenisch, Dr. Manfred Günther (GLS Gemeinschaftsbank), Swetlana Geier, Erdmann Linde, Albert Fink (GLS Gemeinschaftsbank), Paco Gonzáles (Familie Flöz), Rosani Reis, Klaus Figge, Jeff Beer, Paul Lux.
Schauspiel und Sprachgestaltung wird hauptsächlich von Barbara Wollrath-Kramer gelehrt.

## Ehemalige
Einige Absolventen sind Eve Kolb (Nationaltheater Weimar), Cathérine Seifert (Thalia Theater (Hamburg), Max-Reinhardt-Preisträgerin), David Bösch (Schauspielhaus Bochum), Laurens Walter (Blue Man Group Stuttgart), Lina Beckmann (Der Tatortreiniger, Deutsches Schauspielhaus Hamburg, Max-Reinhardt-Preisträgerin), Alexander Königsmann, (Oli’s Wilde Welt), Georg Jungermann (Max-Reinhardt-Preisträger), Sina-Maria Gerhardt, Joel Harmsen (Münchner Kammerspiele), Eva Meckbach (Schaubühne Berlin), Marina Senckel (Berliner Ensemble) Anna Keil (Theater Leipzig), Elias Eilinghoff (Volkstheater Wien).